# ГЕС Ла-Гранде
ГЕС Ла-Гранде — гідроелектростанція у штаті Вашингтон (Сполучені Штати Америки). Знаходячись між ГЕС Алдер (вище за течією) та ГЕС Yelm (12 МВт), входить до складу каскаду на річці Ніскуаллі, яка впадає до затоки П'юджет-Саунд (пов'язана з Тихим океаном через протоку Хуан-де-Фука).
У 1912 році на річці звели першу греблю, котру в 1945-му замінили новою бетонною гравітаційною спорудою висотою від тальвегу 59 метрів (від підошви фундаменту — 66 метрів), довжиною 216 метрів та товщиною від 4 (по гребеню) до 26 (по основі) метрів, яка потребувала 65 тис. м3 матеріалу. Вона утримує витягнуте по долині Ніскуаллі на 2,4 км водосховище з площею поверхні 0,18 км2 та об'ємом 3,3 млн м3, в якому припустиме коливання рівня в операційному режимі між позначками 277 та 285 метрів НРМ.
Гребля спрямовує ресурс до прокладеного у правобережному масиві дериваційного тунелю довжиною 1,95 км з діаметром 4,4 метра, який переходить у напірний водовід діаметром 4,1 метра. У 1912 році станцію ввели в експлуатацію з чотирма турбінами типу Френсіс потужністю по 6 МВт, а у 1945-му їх доповнили однією турбіною потужністю 40 МВТ. Це обладнання використовує напір від 115 до 127 метрів та забезпечує виробництво 345 млн кВт·год електроенергії на рік.